# 什切青省

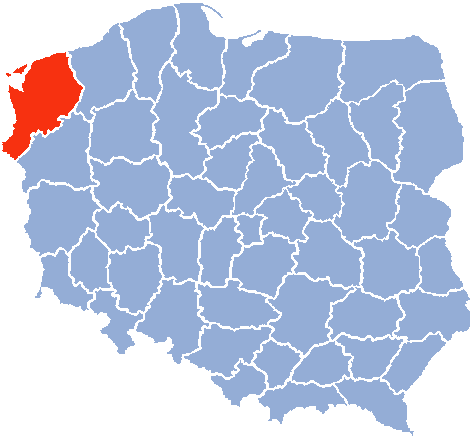
1975－1990年的什切青省

1945－1950年的什切青省

什切青省（województwo szczecińskie）是波蘭歷史上的一個省，始於1945年。1999年1月1日被併入西濱海省。
1946年面積30,251平方公里，人口892,600人。1972年面積12,744平方公里，人口872,000人。1998年面積9,981平方公里，人口995,200人。首府什切青。